# 近津站

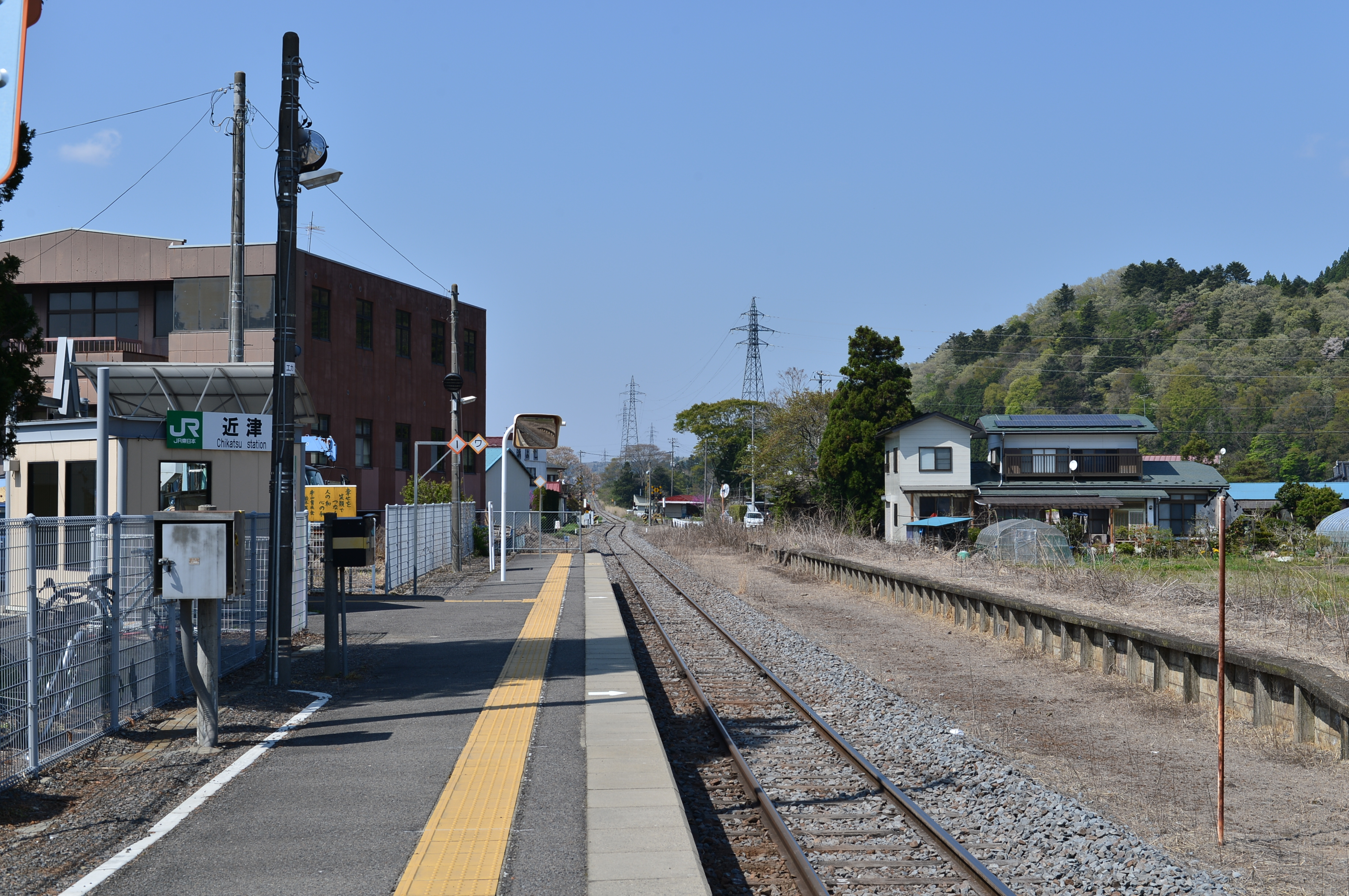
月台

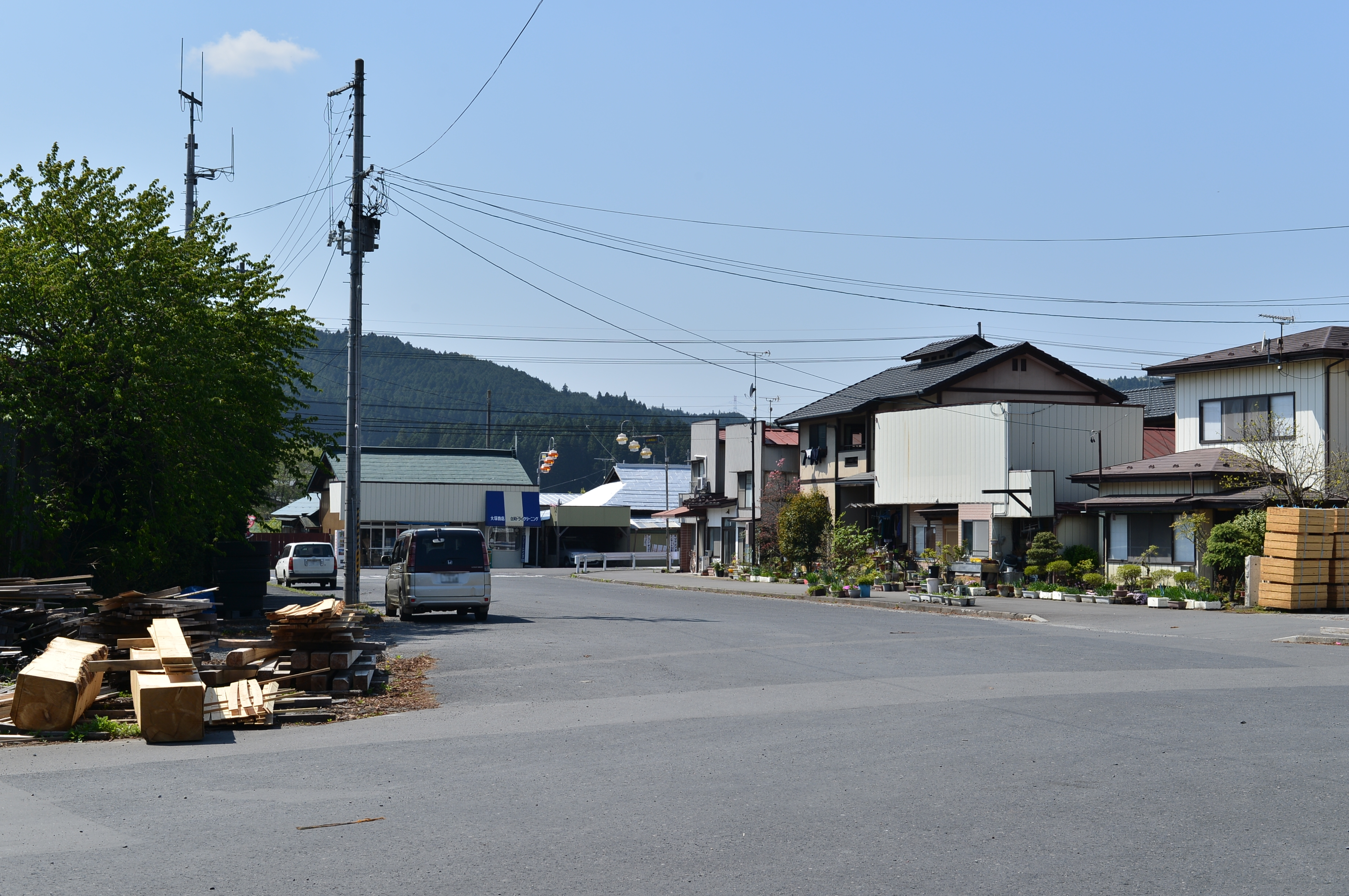
站前

近津站（日语：／ Chikatsu eki */?）是位於福島縣東白川郡棚倉町大字寺山字高瀬田19號，東日本旅客鐵道（JR東日本）的水郡線車站。

## 歷史
- 1932年（昭和7年）11月11日：車站啟用[1]。
- 1970年（昭和45年）10月1日：水郡線營業近代化，此站成為無人車站，委托個人商店負責售票業務。
- 1987年（昭和62年）4月1日：伴隨國鐵分割民營化，車站由東日本旅客鐵道（JR東日本）營運[2]。
- 1995年（平成7年）：終止簡易委託（站前商店）。

## 車站構造
此站是地面車站，設有1面1線的單式月台。曾經此站設有2面2線的相對式月台，遺留了舊月台。
此站是由常陸大子站管理的無人車站。此站設有候車室。

## 使用狀況
在2004年度的1日平起乘車人次為30人。
| 乘車人員變化 | 乘車人員變化 |
| 年度         | 1日平均人次  |
| ------------ | ------------ |
| 2000         | 25           |
| 2001         | 22           |
| 2002         | 25           |
| 2003         | 25           |
| 2004         | 30           |

## 車站周邊
站前設有一些住宅和商店。
- 國道118號（日语：国道118号）
- 國道289號（日语：国道289号）
- 福島縣道176號近津停車場線（日语：福島県道176号近津停車場線）
- 福島縣道231號山本不動線（日语：福島県道231号山本不動線）
- 久慈川
- 近津川
- 八槻都都古別神社
- 近津郵局
- 福島交通「近津站前」巴士站
- 河內藥品（日语：カワチ薬品）棚倉店
- 魅力滿點物語
- 近津小學

## 相鄰車站
東日本旅客鐵道（JR東日本）
■水郡線
磐城塙－近津－中豐

## 注腳
1. ↑  「鉄道省告示第450号」『官報』1932年11月5日（國立國會圖書館數碼化收藏）
2. ↑  『交通年鑑 昭和63年版』 交通協力會，1988年3月。
3. ↑  第120回福島県統計年鑑 （页面存档备份，存于）（日語）

## 外部連結
- 車站資訊（近津）：東日本旅客鐵道（日語）